# Gravel (vélo)

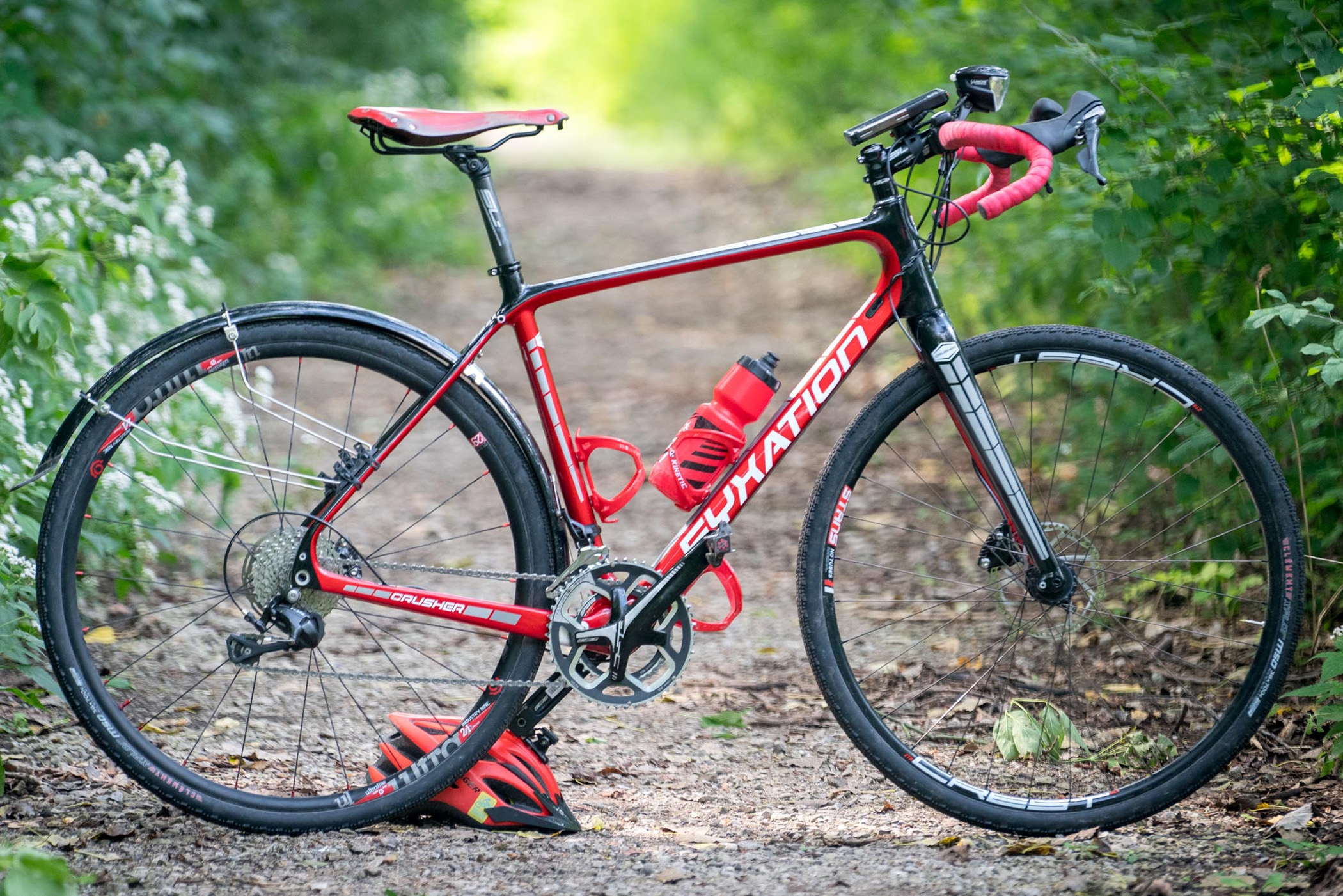
Un gravel de la marque Fyxation, modèle Carbon Adventure, avec des freins à disque à montage plat et des axes traversants.

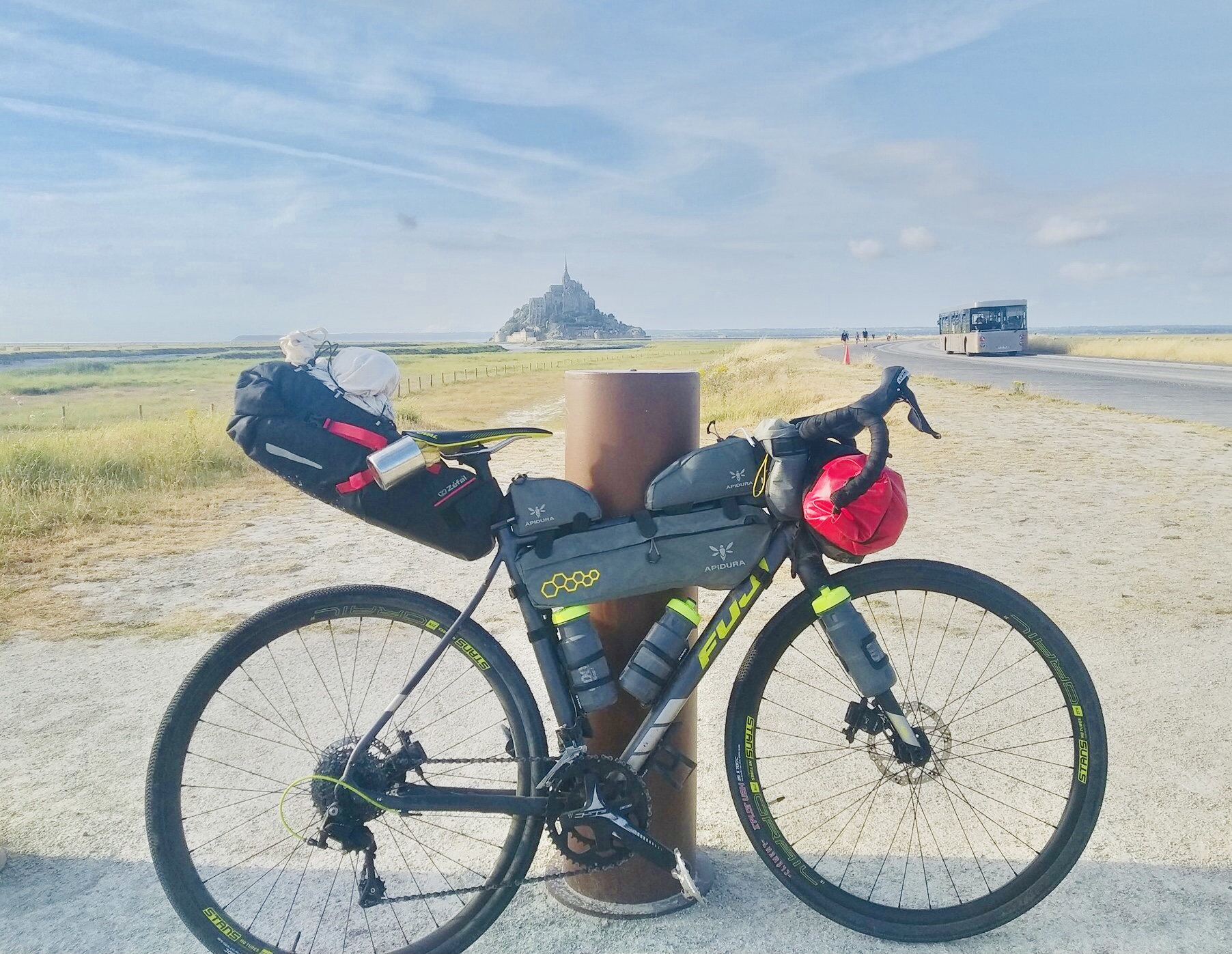
Devant le mont Saint-Michel, un gravel de la marque Fuji, modèle Jari 1.3, avec cadre en carbone C15/10 équipé d'un groupe Shimano GRX à, de freins à disque hydrauliques et de roues Alex Boondocks 5 Tubeless.

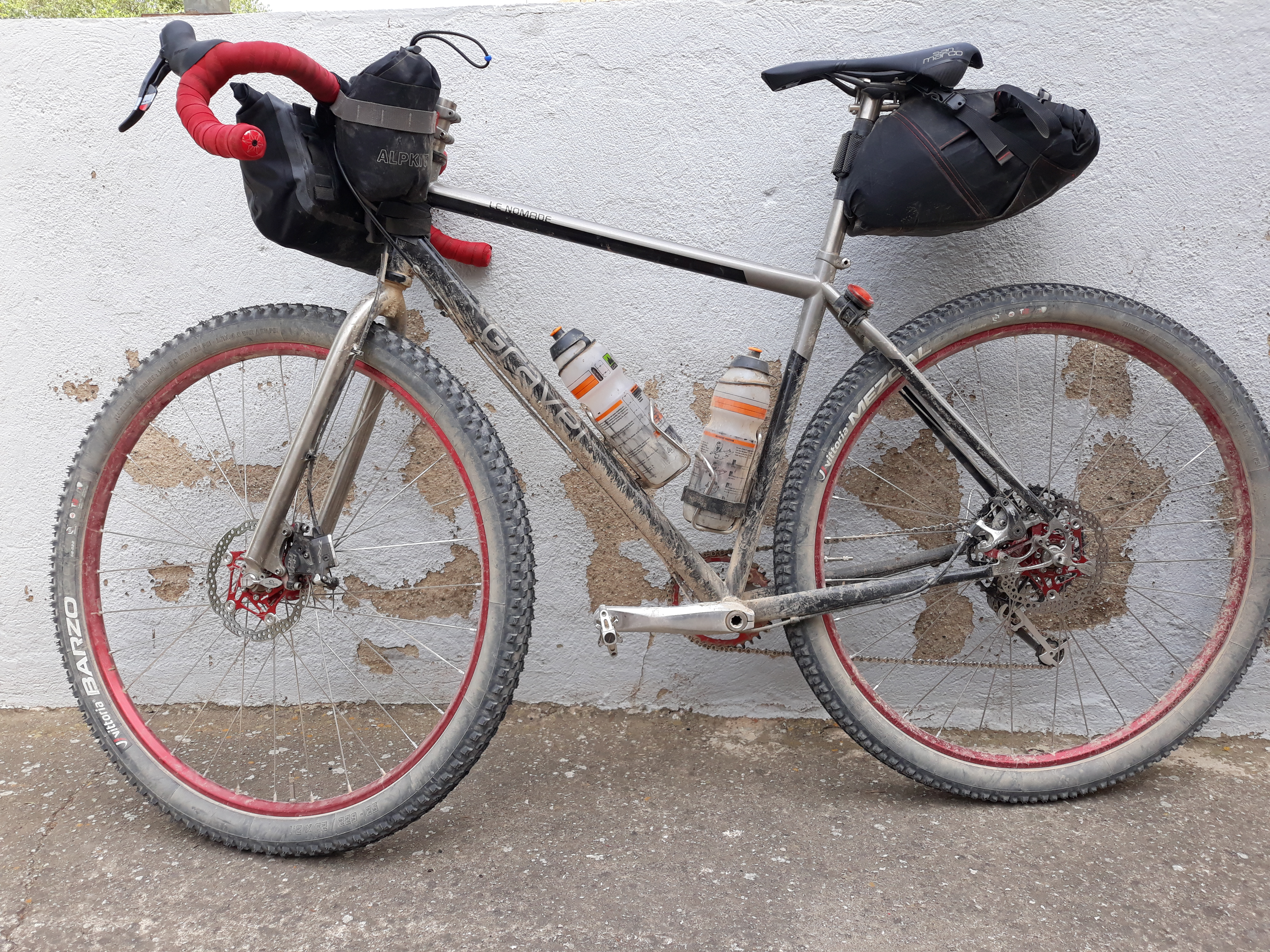
Vélo gravel avec sacs à bagages.

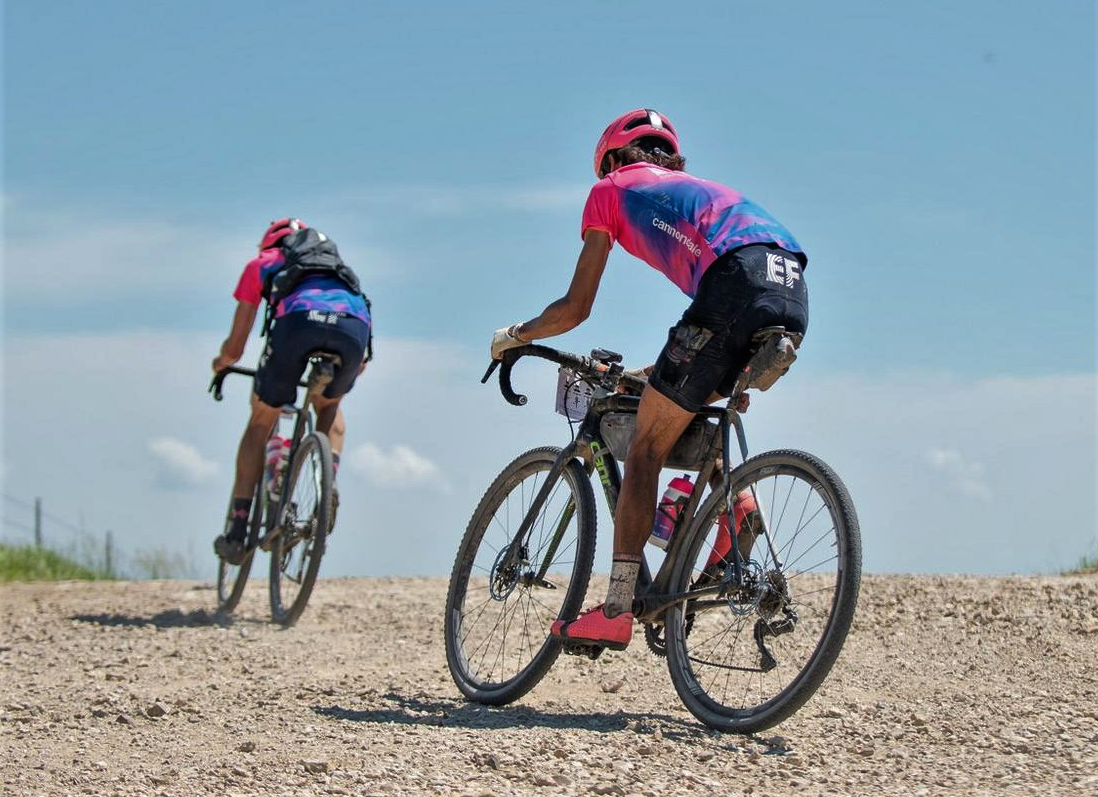
Coureurs cyclistes de l'équipe EF dans la course Dirty Kanza.

Pour les articles homonymes, voir Gravel.
« Gravel » (signifiant en anglais gravier) désigne un type vélo hybride destiné à rouler sur les chemins caillouteux, combinant des caractéristiques du vélo de route et du vélo tout-terrain. À l'instar des vélos de route traditionnels, à la place de l'anglicisme gravel bike, on peut parler de vélo de route tout-terrain ou de vélo toute-route, puisqu'il s'utilise aussi bien sur des routes asphaltées ou lisses que sur des routes caillouteuses ou accidentées. Il est très proche du vélo de cyclo-cross mais est davantage conçu pour les longs trajets et moins pour la vitesse que ce dernier. Le gravel est notamment doté de pneus plus larges que le cyclo-cross. L'essor récent du gravel est étroitement lié au développement du bikepacking à partir des années 2010. Plus léger que le vélo tout chemin, également populaire en bikepacking, le gravel est équipé d'un cintre spécifique et se veut plus rapide que ce dernier. Gravel est également le nom donné à la pratique cycliste associée.

## Pratique
Le gravel est une pratique du vélo qui alterne des passages sur route ainsi que sur des sentiers, des pistes et des chemins. Elle se rapproche du cyclo-cross mais avec une moindre notion de performance, et s'exerce en général sur des sorties plus longues, d'où un besoin de confort supplémentaire. La pratique s'est développée depuis plusieurs années[Quand ?] aux États-Unis, avec de nombreuses épreuves spécialisées, comme le Barry-Roubaix. Elle tend à se développer désormais en Europe avec l'émergence de courses et randonnées. Les chemins et sentiers empruntés sont les mêmes que pour la pratique du VTT, en évitant ceux qui sont trop boueux ou recouverts de pierres acérées, car les pneumatiques sont moins adaptés à ces types de terrains.
Les vélos de type gravel ont aussi participé au succès du bikepacking, une pratique de voyage à vélo à mi-chemin entre le cyclotourisme (ou trekking) et l'ultracyclisme plus sportif que le cyclotourisme et avec un équipement plus léger, mais plus touristique qu'une épreuve sportive, généralement étalée sur plusieurs jours avec des étapes de bivouac sauvage en pleine nature. Les modèles de vélos gravel récents embarquent de plus en plus de moyens de fixation dédiés aux équipements de bikepacking, en particulier les trois points d'ancrages caractéristiques sur la fourche.
L'utilisation d'applications de guidage permet de trouver facilement l'itinéraire choisi, en particulier hors route et de nuit, cette dernière pratique étant de plus en plus répandue en gravel comme en bikepacking.

## Vélo
Le vélo de route tout-terrain ou le vélo toute-route est un véhicule adapté à cette pratique mixte. On peut faire du vélo toute-route avec différents types de vélos ; il n'y a donc pas de définition très précise mais quelques grandes lignes se dégagent malgré tout :
- une géométrie de cadre basée sur le vélo de route mais adaptée aux terrains plus cassants, pour garder maniabilité et stabilité, avec des bases élargies pour permettre le montage de pneumatiques de section plus importante que sur la route, afin d'apporter confort, adhérence et résistance aux crevaisons[7] ;
- un cintre se rapprochant d'un cintre de route, mais avec une forme spécifique et un peu plus large, pour donner une bonne tenue en chemin[8] ;
- des freins à disque[7] ;
- pas de suspensions mais la tendance peut évoluer ; Cannondale et Canyon proposent des vélos gravel avec suspension à faible débattement depuis 2020 ; la plupart des marques utilisent des fourches en composite de fibre de carbone pour absorber les vibrations à la place d'une vraie suspension ; les vélos de gravel suspendus à l'arrière commencent à faire leur apparition, comme le Specialized Diverge STR [9]qui intègre une suspension du tube de selle ainsi que le Cannondale Topstone [10] qui dispose d'une fourche suspendue et d'un système d'absorption des chocs.
- des pneus aux sculptures mixtes et de largeur moyenne (30 à 45 mm) ;
- des œillets de montage de garde-boue, bidons additionnels et porte-bagages.

La plupart des grandes marques de cycles proposent désormais des modèles de vélo de route tout-terrain à leur catalogue, tout comme des marques plus artisanales qui proposent généralement des vélos personnalisables.
Des versions à assistance électrique sont également proposées depuis 2022. En France, comme pour les autres types de bicyclettes, l’assistance électrique ne peut être active que jusqu'à 25 km/h et ce, uniquement en phase de pédalage.

## Compétitions
À partir de 2022, l'Union cycliste internationale reconnaît officiellement la discipline à part entière. Elle organise une série mondiale de gravel, dont les épreuves servent de qualifications pour les championnats du monde de gravel. 
La première édition des championnats du monde de gravel se tient à Vicence en Italie les 8 et 9 octobre 2022. Pauline Ferrand-Prévot s'impose chez les femmes et Gianni Vermeersch remporte le titre masculin.
Les premiers championnats d'Europe de gravel sont organisés en 2023 à Oud-Heverlee.